# Olmaliq
Olmaliq (en ruso: Алмалык, romanizado: Almalik) es una ciudad en la provincia de Taskent, en Uzbekistán, a unos 65 km al este de Taskent.

## Etimología
Según una versión, el nombre "Almalyk" en idioma uzbeko puede significar "lugar intacto" o "lugar que no fue conquistado" (en uzbeko: olmoq, tomar; en uzbeko: olmalik, no tomado, no conquistado).  
Según otra versión, "Olmalik" se traduce como "manzana", "extensión de manzana" (en uzbeko: olma, manzana).

## División administrativo-territorial
La ciudad consta de los siguientes distritos:
- Oydin
- 5/2
- Raduga
- Telegraf
- Kosmos
- Staryy bazar
- 67-y kvartal
- kvartal Navruz (Tselina y 60-y Khuzhalik)
- kvartal Namuna

## Demografía
Según estimación 2010 contaba con una población de 113 026 habitantes.

## Economía
La ciudad fue fundada por  la Unión Soviética en la década de 1930, para explotar las reservas locales de cobre, plomo, zinc, oro, plata y barita. La ciudad contiene varios enormes instalaciones de fundición y de las industrias conexas operado hoy por JSC MMC Almalyk, uno de los mayores minero-metalúrgica empresas en Uzbekistán. 
Las operaciones de fundición han contaminado Olmaliq, por lo que es considerado como uno de los lugares más contaminados del planeta.[cita requerida] El aire tiene altas concentraciones de vapores de ácido sulfúrico y el terreno tiene cientos de toneladas de residuos tóxicos. El Gobierno uzbeko se ha resistido a las llamadas a cerrar la planta, argumentando que la economía del país no puede darse el lujo de hacerlo: La planta emplea a alrededor de 25.000 residentes de la ciudad, y representa una parte sustancial de la economía de la región. Sin embargo, en enero de 2005 el gobierno anunció planes para limpiar la zona, con una meta de 2010.